# 大阪ベルェベル美容専門学校
大阪ベルェベル美容専門学校（おおさかベルェベルびようせんもんがっこう）は、学校法人ロイヤル学園が運営する大阪市北区にある専修学校。

## 沿革
- 1986年 - ベルェベル美容専門学校として開校
- 1999年 - 現校名となる

## 学科
- 美容科

## 著名な卒業生
- 徳永優子（ヘアスタイリスト、KCビューティーアカデミー創立者）

## 所在地
- 〒530-0013 大阪市北区茶屋町5-10

最寄り駅は、各梅田駅・大阪駅